# Timberlake (Wirginia)
Timberlake – jednostka osadnicza w Stanach Zjednoczonych, w stanie Wirginia, w hrabstwie Campbell.